# Allegro Johann Strauss
Az Allegro Johann Strauss egy nevet viselő EuroCity vonat volt, mely Bécs és Velence között közlekedett. A járat ma is létezik, ám már név nélkül, az EC 30/31 járatszámon található meg.

## Vasútvonalak
A járat az alábbi vasútvonalakat érinti Bécs felől:
- Südbahn - Bécs és Bruck an der Mur között;
- Kronprinz Rudolf-Bahn - Bruck an der Mur és Tarvisio között;
- Drautalbahn
- Pontebbana - Tarvisio és Udine között.
- Velence–Udine-vasútvonal - Udine és Velence között.

## Érintett állomások
A járat az alábbi állomásokon áll meg Bécs felől indulva:
- Wien Hauptbahnhof
- Wien Meidling
- Wiener Neustadt Hauptbahnhof
- Bruck an der Mur
- Leoben Hauptbahnhof
- Knittelfeld
- Judenburg
- Unzmarkt
- Treibach-Althofen
- St.Veit/Glan
- Klagenfurt Hauptbahnhof
- Velden am Wörther See
- Villach Hauptbahnhof
- Stazione di Tarvisio Boscoverde
- Stazione di Udine
- Stazione di Pordenone
- Stazione di Treviso Centrale
- Stazione di Venezia Mestre
- Venezia Santa Lucia